# Sphagnum veresczagini
Sphagnum veresczagini är en bladmossart som beskrevs av B.B. Semenov 1929. Sphagnum veresczagini ingår i släktet vitmossor, och familjen Sphagnaceae. Inga underarter finns listade i Catalogue of Life.